# أسبوعا المخرجين
أسبوعا المخرجين (بالفرنسية: Quinzaine des cinéastes)‏ هو قسم مستقل يُقام بالتوازي مع مهرجان كان السينمائي. أُطلق عام 1969 من قِبل نقابة المخرجين الفرنسيين بعد أحداث مايو 1968 التي أدت إلى إلغاء مهرجان كان تضامنًا مع العمال المضربين.
يعرض أسبوعا المخرجين برنامجًا من الأفلام القصيرة والطويلة والوثائقية في جميع أنحاء العالم.

## المدراء الفنيين
يشرف على التنظيم مدير فني. المدير الفني الحالي هو جوليان ريجل، الذي ينظم أسبوعا المخرجين منذ عام 2023.
من بين المدراء الفنيين السابقين:
- بيير هنري ديلو (1969-1999)
- ماري بيير ماسيا (1999-2003)
- أوليفييه بير (2004-2009)
- فريديريك بوير (2009-2011)
- إدوارد وينتروب (2012-2018)
- باولو موريتي (2018-2022)

## الجوائز

### جائزة الجمهور
بالتعاون مع مؤسسة شانتال أكرمان، ولأول مرة، سيمنح الجمهور أحد الأفلام المشاركة في البرنامج الرئيسي جائزة "اختيار الجمهور". وهي أول جائزة رسمية يُقدمها القسم منذ إنشائه عام 1969.
| السنة | العنوان     | العنوان الاصلي         | المخرج       | بلد الانتاج                   | م.    |
| ----- | ----------- | ---------------------- | ------------ | ----------------------------- | ----- |
| 2024  | لغة عالمية  | Une Langue universelle | ماثيو رانكين | كندا                          | [ 6 ] |
| 2025  | مملكة القصب | مملكة القصب            | حسن هادي     | العراق، قطر، الولايات المتحدة | [ 7 ] |

### جائزة علامة يوروبا سينما
تأسست الجائزة في عام 2003، وهي تسلط الضوء على الإنتاجات الأوروبية التي تم عرضها في قسم أسبوعا المخرجين.
| السنة | العنوان            | العنوان الاصلي       | المخرج                  | بلد الانتاج                              |
| ----- | ------------------ | -------------------- | ----------------------- | ---------------------------------------- |
| 2003  | الأم               | The Mother           | روجر ميشيل              | المملكة المتحدة                          |
| 2003  | قصص مطبخ           | Salmer fra kjokkenet | بنت هامر                | النرويج والسويد                          |
| 2004  | معارك حب           | معارك حب             | دانييل عربيد            | لبنان، فرنسا، بلجيكا، ألمانيا            |
| 2005  | الشارب             | La moustache         | إيمانويل كارير          | فرنسا                                    |
| 2006  | 12:08 شرق بوخارست  | A fost sau n-a fost? | كورنيليو بورومبويو      | رومانيا                                  |
| 2007  | سيطرة              | Control              | أنطون كوربين            | المملكة المتحدة، أستراليا                |
| 2008  | إلدورادو           | Eldorado             | بولي لانرز              | بلجيكا، فرنسا                            |
| 2009  | لا بيفيلينا        | La Pivellina         | تيزا كوفي وراينر فريميل | إيطاليا، النمسا                          |
| 2010  | لي كواترو فولتي    | Le quattro volte     | مايكل أنجلو فرامارتينو  | إيطاليا، ألمانيا، سويسرا                 |
| 2011  | تنفس               | Atmen                | كارل ماركوفيتش          | النمسا                                   |
| 2012  | التائب             | التائب               | مرزاق علواش             | الجزائر                                  |
| 2013  | العملاق الأناني    | The Selfish Giant    | كليو برنارد             | المملكة المتحدة                          |
| 2014  | الحب من أول قتال   | Les Combattants      | توماس كايلي             | فرنسا                                    |
| 2015  | موستانغ            | Mustang              | دينيز غامزي إرغوفن      | فرنسا، ألمانيا، تركيا                    |
| 2016  | مرتزق              | Mercenaire           | ساشا وولف               | فرنسا                                    |
| 2017  | سيامبرا            | A Ciambra            | جوناس كاربينانو         | إيطاليا                                  |
| 2018  | نعمة لوسيا         | Troppa Grazia        | جياني زاناسي            | إيطاليا                                  |
| 2019  | أليس ورئيس البلدية | Alice et le Maire    | نيكولاس باريزر          | فرنسا                                    |
| 2021  | إلى كيارا          | A Chiara             | جوناس كاربينانو         | إيطاليا، فرنسا، الولايات المتحدة، السويد |
| 2022  | صباح جميل          | Un beau matin        | ميا هانسن-لوف           | فرنسا، ألمانيا                           |
| 2023  | كرياتورا           | Creatura             | إيلينا مارتن جيمينو     | إسبانيا                                  |
| 2024  | فولفيريس           | Volveréis            | جوناس ترويبا            | إسبانيا، فرنسا                           |

### جوائز أخرى
- جائزة السينما الفنية
- جائزة SACD
- جائزة إيلي